# Les Procès d'Oscar Wilde
Pour plus de détails, voir Fiche technique et Distribution.
Les Procès d'Oscar Wilde (titre original : The Trials of Oscar Wilde ou encore The Man with the Green Carnation) est un film de procès biographique britannique de 1960 consacré à cinq années de la vie d'Oscar Wilde. Ken Hughes assure la réalisation de ce long métrage de 123 minutes, qui est coproduit par Irving Allen, Albert R. Broccoli et Harold Huth. Le scénario est l'œuvre de Ken Hughes et de Montgomery Hyde, d'après la pièce de théâtre The Stringed Lute de John Furnell.
Peter Finch interprète le rôle d'Oscar Wilde, Lionel Jeffries celui de Queensberry et John Fraser celui de Lord Alfred Douglas. Parmi les autres acteurs, on peut citer James Mason, Nigel Patrick, Yvonne Mitchell, Maxine Audley, Paul Rogers et James Booth.

## Synopsis
Le film porte sur la période de 1892 à 1897, cinq années qui virent basculer l'existence d'Oscar Wilde. Après le triomphe de sa pièce L'Éventail de Lady Windermere, il subit deux procès dont le premier l'opposa au marquis de Queensberry, le père d'Alfred Douglas, et le second où il fut accusé d'homosexualité. Deux années de travaux forcés s'ensuivirent.

## Distribution
- Peter Finch : Oscar Wilde
- Yvonne Mitchell : Constance Lloyd
- Sonia Dresdel : Jane Wilde
- Emrys Jones : Robert Ross
- Lionel Jeffries : Marquis de Queensberry
- James Mason : Sir Edward Carson
- Nigel Patrick : Sir Edward Clarke
- John Fraser : Lord Alfred Douglas
- Maxine Audley : Ada Leverson (en)
- Ian Fleming : Arthur
- Paul Rogers : Frank Harris
- Laurence Naismith : Prince de Galles
- James Booth : Alfred Wood
- Michael Goodliffe : Charles Gill
- Naomi Chance : Lillie Langtry
- Charles Carson : Juge Charles